# 半壊
| ウィキペディアには「半壊」という見出しの百科事典記事はありません（タイトルに「半壊」を含むページの一覧/「半壊」で始まるページの一覧）。 代わりにウィクショナリーのページ「半壊」が役に立つかもしれません。 |